# Darlaston
Darlaston est une ville du district métropolitain de Walsall dans les West Midlands en Angleterre. Elle est située près de Wednesbury et Willenhall.
C'est dans la ville de Darlaston qu'est fondée en 1884 la Rubery Owen, une société d'ingénierie britannique. l'entreprise deviendra la plus grande entreprise familiale privée de Grande-Bretagne.

## Personnalités
Mark Lewis-Francis (1982-), athlète spécialiste du sprint, champion olympique au relais 4 x 100 m en 2004.